# Dwergpilkevers
De dwergpilkevers (Limnichidae) zijn een familie van kevers (Coleoptera) in de onderorde van de Polyphaga.